# 다레
다레(垂れ, タレ)는 스시, 나베모노 및 만두뿐만 아니라 구이(야키토리 및 야키니쿠, 특히 데리야끼 소스)에 자주 사용되는 디핑 소스에 대한 일본 요리의 일반적인 용어이다. 또한 복잡한 맛의 조합을 추가하기 위해 육수 및 국물과 결합하여 라면용 수프를 만드는 데 사용할 수도 있고 고기를 끓이는 액체(예: 차시우)로도 사용할 수 있다.
이 소스는 구이용으로 달고 걸쭉한 간장으로 가장 잘 설명되며, 폰즈 (음식)와 같은 나베모노와 낫토용으로 다시, 식초 등을 곁들인 맛 간장으로 설명되지만 모든 요리사는 자신들만의 고유한 변형을 가지고 있다. 다레 소스 재료에는 간장, 사케 및 미린, 설탕 및 꿀도 포함되며 선택 재료로는 굴 소스 및 생강이 포함된다. 다레는 전통적으로 간장, 사케 및 미림, 설탕 및 꿀을 혼합하고 가열하여 만든다. 소스를 끓여서 원하는 두께로 만든 다음 고기를 재워서 굽거나 구워 마지막 요리에 파를 얹을 수 있다.
시오다레(塩ダレ)는 레몬, 소금, 기름, 파를 넣은 맑고 짠 소스이다.
고마다레(ゴマだれ)는 참깨 소스이다. 샤부샤부 등의 요리에 사용된다.

## 같이 보기
- 간장
- 마요네즈
- 우스터셔 소스